# Поново љубав
Поново љубав (енгл. Love Again) америчка је љубавна драмедија из 2023. године. Режију и сценарио потписује Џејмс К. Страус, а представља римејк немачког филма Порука за тебе који је настао по роману Софи Крамер. Главне улоге тумаче Пријанка Чопра Џонас, Сем Хјуан и Селин Дион, у свом филмском дебију где тумачи измишљену верзију себе.
Приказан је 5. маја 2023. године у САД, док је 18. маја исте године објављен у Србији.

## Радња
Суочена са губитком свог вереника, Мира Реј стално шаље романтичне поруке на број његовог старог телефона, не знајући да је тај број повезан са телефоном који поседује новинар Роб Бернс. Он је очаран искреношћу у прелепо исписаним текстовима. Када је добио задатак да напише чланак о великој звезди Селин Дион (која глуми саму себе у својој првој филмској улози), Роб тражи њену помоћ да пронађе начин да лично упозна Миру и освоји њено срце.

## Улоге
| Глумац               | Улога          |
| -------------------- | -------------- |
| Пријанка Чопра Џонас | Мира Реј       |
| Сем Хјуан            | Роб Бернс      |
| Селин Дион           | Селин Дион     |
| Расел Тови           | Били Брукс     |
| Стив Орам            | Ричард Хјуз    |
| Омид Џалили          | Мохсен         |
| Софија Баркли        | Сузи Реј       |
| Лидија Вест          | Лиса Скот      |
| Аринзе Кене          | Џон            |
| Силија Имри          | Џина Валентајн |
| Ник Џонас            | Џоел           |